# Ralph Charles Stiefel
Ralph Charles Stiefel, známější pod zkráceným jménem Ralph C. Stiefel, první polovině života Karl Stiefel (1862 Curych, Švýcarsko – 15. března 1938 St. Petersburg, Florida, USA) byl švýcarský vynálezce dlouhodobě žijící ve Spojených státech amerických. Stiefelovy vynálezy umožnily pokrok ve výrobě bezešvých rour. Způsoby výroby bezešvých trubek Stiefel inovoval a navrhoval i stroje k jejich výrobě.

## Život
Narodil se ve Švýcarsku v roce 1862. Vystudoval universitu v Curychu. Znalost několika jazyků mu umožnila pracovat ve Švýcarsku, Francii a Velké Británii. Funkce šéfkonstruktéra ve firmě Mannesmann v Landore ve Walesu byla jeho poslední na evropském kontinentu. Na dovolené v USA se seznámil s podnikatelem Henry Abramem Lozierem, který vyráběl jízdní kola a kvůli velké poptávce po cyklistických trubkách založil válcovnu Shelby Steel Tube Company. Když se v roce 1894 Stiefel přestěhoval do USA, začal s touto válcovnou spolupracovat. Spolupráce trvala do roku 1899, ale v tomto čase řídil i výstavbu válcovny ve městě Ellwood City. Společnost Ellwood Seamless Tube Co. byla přetvořena ve společnost Standard Seamless Tube Company. V roce 1899 se sloučila se šestnácti výrobci trubek a vytvořila National Tube Co. Ani společnost Shelby Steel Tube Company of Ohio se nevyhnula slučování, fúzovala v roce 1901 s US Steel. Se všemi vyjmenovanými společnostmi Stiefel spolupracoval; jsou uvedeny jako vlastníci jednotlivých patentů vynálezů R.C.Stiefela.
Stiefel se ještě v Britanii seznámil s Mary Bowen, kterou si v roce 1893 vzal za ženu. Dům si postavil v americké Pensylvánii ve městě Ellwood City. Byl předsedou republikánské strany v okrese Lawrence. Zastával funkce v představenstvech bank a dalších institucí. Často cestoval do Evropy, což bylo časově náročné. Stiefel zemřel náhle 15. března 1938 ve věku 76 let, když byl s manželkou a dcerou na dovolené v St. Petersburgu na Floridě. Oznámení úmrtí vyšlo v The New York Times dne 17. března 1938.

## Dílo
O kreativitě Stiefela svědčí více než padesát patentů v několika zemích. I přesto se objevila kritika, že obešel Mannesmannovy patenty.

### Patenty k výrobě bezešvých rour válcováním

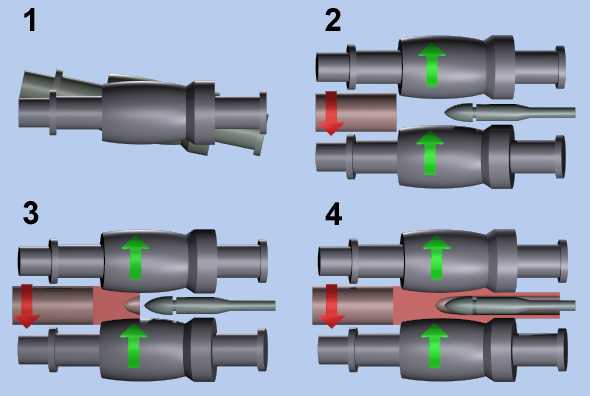
Mannesmannův způsob válcování

Ralph Charles Stiefel jako většina vynálezců měl své předchůdce, kteří se zabývali válcováním trub. Dr. Fritz Koegel získal dne 27. ledna 1885 patent na Proces kosého válcování s přidruženou válcovací stolicí (DRP34617). Byl bratrancem Maxe Mannesmanna a Reinharda Mannesmanna, kteří byli autoři vynálezu. V následujícím roce získali patentová práva v Evropě přímo bratři Mannesmannové a jejich metoda je známá jako Mannesmannův způsob děrování.
Děrovací (válcovací) stolice otáčela mezi válci žhavý ingot a vytláčela ho na děrovací trn. Vydání tohoto patentu předcházela náročná práce v projekční kanceláři i v samotné válcovně. Musela být nalezena optimální rychlost otáčení válců, optimální sklon válců a poloha děrovacího trnu vůči válcům. Předmětem výzkumu byl také tvar válců a děrovacího trnu a především teplota vstupujícího ingotu. Produktem děrovací stolice byl tlustostěnný předvalek (polotovar), který neměl parametry požadovaných rour. Přeměnu vývalku v tenkostěnnou rouru zajistil až následující Mannesmannův vynález Poutnického válcování. Kombinace šikmého a poutnického válcování se následně stala známou jako Mannesmannův proces.
Při hledání technologie válcování bezešvých rour zvažovali Mannesmannové také válcování pomocí kuželových disků, které by válcovaly ve větším úhlu k děrovacímu trnu, resp. k ingotu. Mannesmannův proces byl úspěšný, ale také velice nákladný. Proto myšlenku kuželových disků dále nerozvíjeli. Ralph Charles Stiefel, šéfkonstruktér Mannesmannovy válcovny v Landore, se začal válcováním pomocí disků zabývat.
Dne 10.12.1895 získal patent na Zdokonalený mechanismus pro propichování celistvých kovových ingotů nebo polotovarů (GB189523702A). Kruhové disky měly tvar plochého komolého kužele na hřídeli, připomínající hřib nebo deštník. Dva „hřiby“ byly otočeny hlavami k sobě. Otáčely se v opačném smyslu. Navíc byly jejich osy otáčení posunuty zhruba o ⅔ průměru disku. Vyosení způsobilo, že se disky překrývaly jen šikmou částí komolého kuželu. Právě tyto šikmé plochy byly pracovními plochami, které otáčely ingot a pěchovaly ho na děrovací trn. Rovnoběžnost os disků byla konstrukčně i výrobně snadnější. Vystačila si s převody čelními ozubenými koly.
Stiefel opustil jednoduchou konstrukci a zkonstruoval stolici, kde osy disku už nebyly rovnoběžné (nebyly posunuté). Osy disků nové konstrukce byly pootočeny a byly tak různoběžné. Osy disků svíraly s válcovaným ingotem úhel 30°. To vyžadovalo technicky náročnější převod kuželovými koly. Dne 8.1.1898 byla tato myšlenka chráněna patentem na Zdokonalení roztahování kovových trubek (GB189800612A), a tak byl definován pojem Stiefelův způsob válcování.

### Bezešvé roury v českých zemích
V českých železárnách působili nejlepší ze světových vynálezců v oboru výroby bezešvých trubek. Bratři Mannesmannové několik let pobývali v Chomutově, kde založili Válcovnu Mannesmannových trub Chomutov (Mannesmann Röhren Walzwerk Komotau) Přímo v této válcovně přišly na svět vynálezy, které se v principu používají dodnes. Stolice Mannesmann pracovaly i Třineckých železárnách nebo ve Vítkovických železárnách. Ve Vítkovických železárnách to byla trať Velký Mannesmann, pro výrobu trubek o velikosti 150–254 mm Do provozu byla tato trať uvedena 4. září 1919. V letech 1926 až 1927 byla postavena a uvedena do provozu trať Malý Mannesmann pro trubky do 140 mm.
Ve Vítkovických železárnách byl v roce 1908 zahájen provoz Stiefelovy tratě za osobní účasti vynálezce tohoto způsobu výroby. Provoz válcovací tratě Stiefel byl v Podnikatelské jednotce č.400 ukončen v červenci 1996.
Dnes je válcovací trať Stiefel prohlášena za kulturní památku. Byla rozebrána a prozatímně uložena.
Tratě Stiefel byly provozovány i v další ostravské huti – NHKG: 
- Stiefel 4" – 10″, tzv. Velký Stifel, pro válcování trubek od 4 palců (114 mm) do 10 ¾ palců (273 mm). Trať byla dodána firmou Meer z Mönchengladbachu na jaře roku 1945 do Jižního závodu (Südbau) v Ostravě-Kunčicích.  Po složitém jednání se trať nestala válečnou reparací SSSR. Zkušební válcování zahájeno dne 21. listopadu 1949[10] výroba od roku 1950.[11]
- Stiefel 140, trať pro válcování trubek průměru od 76 mm do 140 mm; v případě  protažení tahovou redukovnou od 22 mm do 76 mm. [12] Uvedena do provozu v druhé polovině března 1960.[10][13]V roce 1973 byla provedena rekonstrukce, která umožnila zvětšení sortimentu trub.[14]

## Památky
Město Ellwood City nezapomnělo na zásluhy Ralpha C. Stiefela o rozvoj města. Park na jižním okraji města nese název R.C. Stiefel Park.
Další připomínkou je litinová tabule na křižovatce Lawrence Avenue a Seventh street (40°51'30.3″ N 80°17'25.5″W). V roce 1994 Pensylvánská historická a muzejní komise upevnila na sloupek tabuli s tímto textem: O blok dál byl závod, ve kterém Ralph C. Stiefel, inženýr narozený ve Švýcarsku, vynalezl rotační proces propichování pro výrobu ocelových trubek. 1895. Pomohl založit Ellwood Weldless Tube Co., která se stala jádrem National Tube Div. společnosti U.S.Steel. 
Na hřbitově Locust Grove je hrob s pomníkem opatřeným nápisem.